# Guzmán Rodríguez
Guzmán Rodríguez Ferrari (Montevideo, 8 de febrero de 2000) es un futbolista uruguayo. Juega de defensa y su equipo actual es el  Red Bull Bragantino de Brasil 

## Trayectoria

### Inicios
Rodríguez realizó gran parte de su formación en el Club Atlético Bella Vista, y finalizó sus inferiores en River Plate, donde debutó en Primera División en 2019.

### Boston River
Entre 2021 y 2023, el defensor jugó en el Boston River.

### Peñarol
De cara a la temporada 2024, firmó en Peñarol.
Convirtió su primer gol en el club el 7 de mayo, en la victoria 1 a 0 ante Caracas de Venezuela, encuentro disputado por la cuarta fecha de la Copa Libertadores 2024.

### Redbull Bragantino
En el 2025 firmo con Red Bull Bragantino

## Estadísticas
Actualizado al último partido disputado el 7 de mayo de 2024.
| Club                   | Div.          | Temporada     | Liga  | Liga  | Copas nacionales | Copas nacionales | Torneos internacionales | Torneos internacionales | Total | Total |
| Club                   | Div.          | Temporada     | Part. | Goles | Part.            | Goles            | Part.                   | Goles                   | Part. | Goles |
| ---------------------- | ------------- | ------------- | ----- | ----- | ---------------- | ---------------- | ----------------------- | ----------------------- | ----- | ----- |
| River Plate · Uruguay  | 1.ª           | 2019          | 1     | 0     | —                | —                | —                       | —                       | 1     | 0     |
| River Plate · Uruguay  | 1.ª           | 2020          | 26    | 0     | —                | —                | 4                       | 0                       | 30    | 0     |
| River Plate · Uruguay  | 1.ª           | 2021          | 8     | 0     | —                | —                | —                       | —                       | 8     | 0     |
| River Plate · Uruguay  | Total club    | Total club    | 35    | 0     | 0                | 0                | 4                       | 0                       | 39    | 0     |
| Boston River · Uruguay | 1.ª           | 2021          | 14    | 0     | —                | —                | —                       | —                       | 14    | 0     |
| Boston River · Uruguay | 1.ª           | 2022          | 33    | 1     | —                | —                | —                       | —                       | 33    | 1     |
| Boston River · Uruguay | 1.ª           | 2023          | 34    | 1     | —                | —                | 3                       | 0                       | 37    | 1     |
| Boston River · Uruguay | Total club    | Total club    | 81    | 2     | 0                | 0                | 3                       | 0                       | 84    | 2     |
| Peñarol · Uruguay      | 1.ª           | 2024          | 10    | 0     | —                | —                | 4                       | 1                       | 14    | 1     |
| Peñarol · Uruguay      | Total club    | Total club    | 10    | 0     | 0                | 0                | 4                       | 1                       | 14    | 2     |
| Total carrera          | Total carrera | Total carrera | 126   | 2     | 0                | 0                | 11                      | 1                       | 137   | 4     |

## Palmarés

### Títulos nacionales
| Título              | Club    | País    | Año  |
| ------------------- | ------- | ------- | ---- |
| Torneo Apertura     | Peñarol | Uruguay | 2024 |
| Torneo Clausura     | Peñarol | Uruguay | 2024 |
| Campeonato Uruguayo | Peñarol | Uruguay | 2024 |